# 比霍利措希夫卡
51°42′1″N 31°1′23″E / 51.70028°N 31.02306°E
比霍利措希夫卡（烏克蘭語：Бихольцохівка），是烏克蘭北部的村莊，隸屬切爾尼希夫州的切爾尼希夫區。該村始建於1662年，面積0.71平方公里，海拔高度138米，2001年人口140，人口密度每平方公里197.18人。